# Macarena Olona
Macarena Olona Choclán (Alicante, 14 maggio 1979) è una politica spagnola, già segretario generale del partito di destra Vox alle Cortes.

## Biografia
Nata ad Alicante nel maggio 1979, è figlia di Antonia María Choclán Gámez e Pablo Olona Cabasés. Suo padre ha lasciato la famiglia quando Macarena e sua sorella Lucía erano ancora bambine. La madre si è dedicata all'attività immobiliare di cui Macarena e sua sorella sono socie.  Il padre, un noto uomo d'affari di Lleida, è stato condannato per insolvenza.
Laureata nel 2003 con la lode in giurisprudenza all'Università di Alicante, nel 2009 entra nell'Avvocatura dello Stato spagnola, e tra il 2012 e il 2017 avvocato capo nei Paesi Baschi. Nel 2017 diviene segretaria generale di "Mercasa", un'azienda pubblica di distribuzione alimentare. L'anno successivo ha testimoniato davanti al Tribunale Nazionale nell'ambito dell'istruttoria del caso "Mercasa", che ha coinvolto il Partito Popolare nel pagamento di tangenti milionarie e sforamenti di oltre il 300% in appalti all'estero.  

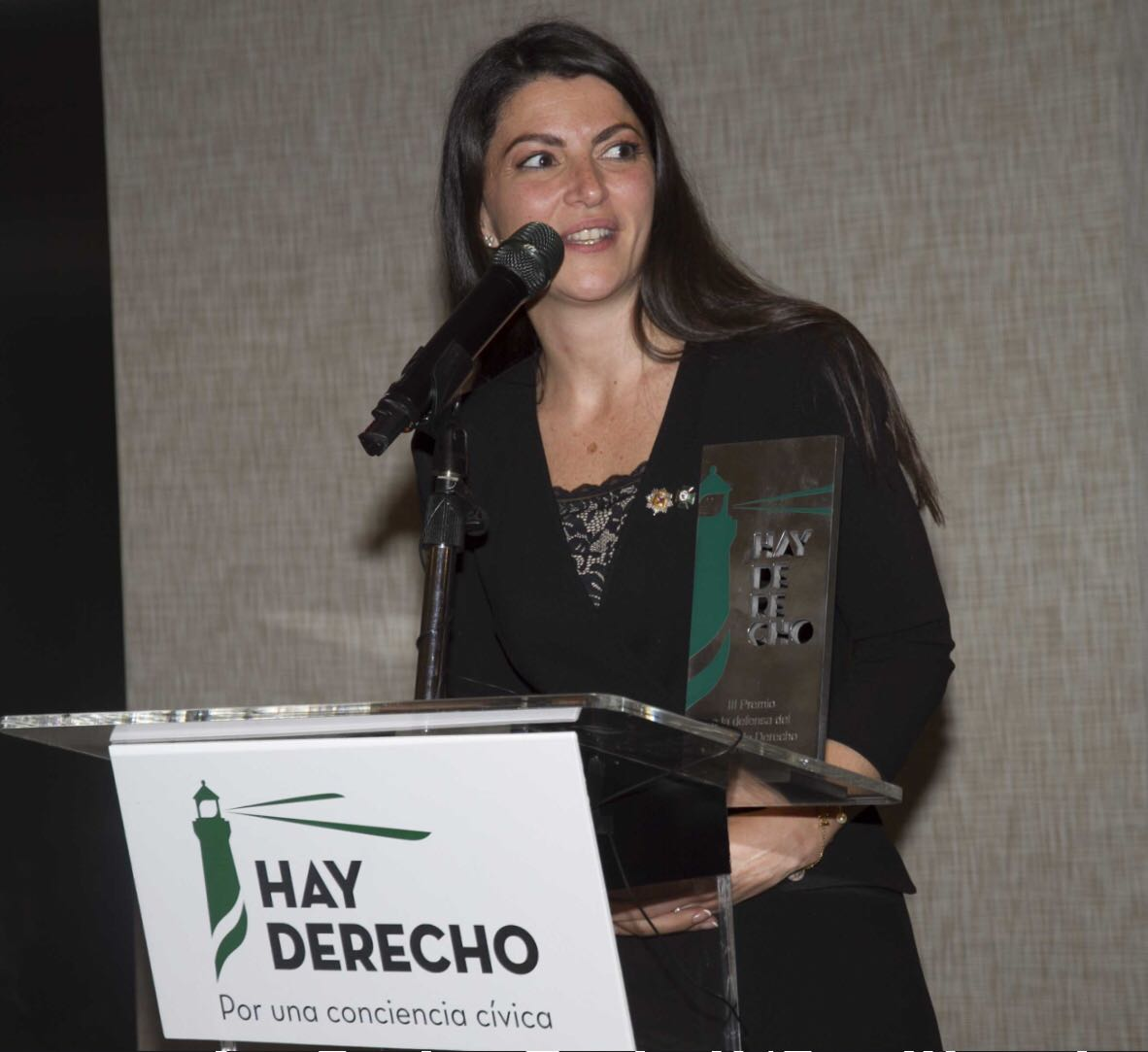
Alla cerimonia del premio "Hay Derecho" nel 2018

Nel 2018 riceve il premio "Hay Derecho", per la sua lotta contro la corruzione nei Paesi Baschi.

### Carriera politica
E stata eletta deputata al Congresso dei Deputati per il partito Vox nell'aprile 2019 e riconfermata nelle successive elezioni di novembre per il collegio di Granada Diviene Segretario generale del partito al Congresso. È nota per le sue virulente critiche al governo di Pedro Sánchez, accusandolo di "genocidio" per la sua gestione della pandemia di COVID-19 nel Paese o di voler imporre il "modello chavista" venezuelano in Spagna. Ha favorito l'instaurazione di un governo di "salvezza nazionale" che coinvolga l'esercito. È contraria alle leggi sulla violenza LGBT o di genere. Come nipote dell'uomo d'affari Felipe Choclán, è stata una dei membri più ricchi del Congresso. 
Viene scelta come candidata di Vox alla presidenza della Giunta dell'Andalusia, per le elezioni del giugno 2022, dove ottiene il 13,45% (ma il partito ha perso voti rispetto alle elezioni del novembre 2019) e il 1º luglio si dimette dalle Cortes, per divenire portavoce del suo gruppo al parlamento andaluso.
Il 29 luglio 2022 lascia momentaneamente la politica per ragioni mediche.
Nel febbraio 2023 lascia Vox per contrasti con Abiscal, e il 31 maggio 2023 è tornata in politica per partecipare alle elezioni generali di luglio, con la creazione di un nuovo partito politico chiamato Caminando Juntos, di cui è l'attuale presidente, che non ottiene rappresentanza parlamentare.